# Regina—Lumsden—Lake Centre
Pour les articles homonymes, voir Lumsden et Arm River.
Circonscription électorale fédérale du Canada
Regina—Lumsden—Lake Centre (auparavant Regina—Arm River) est une ancienne circonscription électorale fédérale canadienne dans la province de la Saskatchewan. Elle comprenait la portion nord-ouest de la ville de Regina ainsi qu'une région rurale au nord-ouest de la ville.
Les circonscriptions limitrophes étaient Regina—Qu'Appelle, Palliser, Cypress Hills—Grasslands et Blackstrap.

## Résultats électoraux
|       | Candidat         | Parti        | # de voix | % des voix |
|       | (x) Tom Lukiwski | Conservateur | +18 076,  | 53,21 %    |
|       | Monica Lysack    | Libéral      | +02 467,  | 7,26 %     |
|       | Brian Sklar      | NPD          | +12 518,  | 36,85 %    |
|       | Billy Patterson  | Vert         | +00911,   | 2,68 %     |
| Total | Total            | Total        | 33 972    | 100 %      |

|       | Candidat         | Parti        | # de voix | % des voix |
|       | (x) Tom Lukiwski | Conservateur | +16 053,  | 51,09 %    |
|       | Monica Lysack    | Libéral      | +04 668,  | 14,86 %    |
|       | Fred Kress       | NPD          | +08 963,  | 28,53 %    |
|       | Nicolas Stulberg | Vert         | +01 737,  | 5,53 %     |
| Total | Total            | Total        | 31 421    | 100 %      |

## Historique
La circonscription fut initialement créée sous le nom de Regina—Arm River, en 1996, à partir des circonscriptions de Mackenzie, Moose Jaw—Lake Centre, Regina—Lumsden et Regina—Qu'Appelle. Le nom actuel apparu en 1997. Abolie lors du redécoupage de 2012, la circonscription est redistribuée parmi Moose Jaw—Lake Centre—Lanigan,  Regina—Qu'Appelle et Regina—Lewvan.
| Législature                                                                                     | Années    | Député | Député        | Parti               |
| ----------------------------------------------------------------------------------------------- | --------- | ------ | ------------- | ------------------- |
| Regina—Arm River issue de Mackenzie, Moose Jaw—Lake Centre, Regina—Lumsden et Regina—Qu'Appelle |           |        |               |                     |
| 36e                                                                                             | 1997–2000 |        | John Solomon  | NPD                 |
| Regina—Lumsden—Lake Centre                                                                      |           |        |               |                     |
| 37e                                                                                             | 2000–2003 |        | Larry Spencer | Alliance canadienne |
| 37e                                                                                             | 2003-2004 |        | Larry Spencer | Conservateur        |
| 37e                                                                                             | 2004-2004 |        | Larry Spencer | Indépendant         |
| 38e                                                                                             | 2004–2006 |        | Tom Lukiwski  | Conservateur        |
| 39e                                                                                             | 2006–2008 |        | Tom Lukiwski  | Conservateur        |
| 40e                                                                                             | 2008–2011 |        | Tom Lukiwski  | Conservateur        |
| 41e                                                                                             | 2011–2015 |        | Tom Lukiwski  | Conservateur        |
| Redistribuée parmi Moose Jaw—Lake Centre—Lanigan, Regina—Qu'Appelle et Regina—Lewvan            |           |        |               |                     |

1. ↑  Élections Canada.